# Football Club Baník Ostrava 2008-2009
Questa voce raccoglie le informazioni riguardanti il Football Club Baník Ostrava nelle competizioni ufficiali della stagione 2008-2009.

## Organigramma societario
- Allenatore: Karel Večeřa
- Vice Allenatore: Karel Kula

## Rosa
| N. |                       | Ruolo | Calciatore         |
| -- | --------------------- | ----- | ------------------ |
| 1  | Rep. Ceca (bandiera)  | P     | Antonín Buček      |
| 3  | Rep. Ceca (bandiera)  | D     | Radim Řezník       |
| 4  | Rep. Ceca (bandiera)  | C     | Martin Lukeš       |
| 5  | Rep. Ceca (bandiera)  | D     | René Bolf          |
| 6  | Serbia (bandiera)     | A     | Miroslav Markovič  |
| 7  | Rep. Ceca (bandiera)  | D     | Jan Hable          |
| 8  | Rep. Ceca (bandiera)  | C     | Rudolf Otepka      |
| 9  | Rep. Ceca (bandiera)  | C     | Tomáš Mičola       |
| 10 | Slovacchia (bandiera) | A     | Róbert Zeher       |
| 11 | Rep. Ceca (bandiera)  | C     | František Rajtoral |
| 12 | Rep. Ceca (bandiera)  | D     | Jan Zawada         |
| 13 | Rep. Ceca (bandiera)  | A     | Dominik Kraut      |
| 14 | Rep. Ceca (bandiera)  | D     | Roman Brunclík     |
| 15 | Rep. Ceca (bandiera)  | C     | Tomáš Hrtánek      |

| N. |                      | Ruolo | Calciatore        |
| -- | -------------------- | ----- | ----------------- |
| 16 | Rep. Ceca (bandiera) | P     | Tomás Bernády     |
| 17 | Rep. Ceca (bandiera) | C     | Daniel Bartl      |
| 18 | Rep. Ceca (bandiera) | D     | Tomáš Marek       |
| 19 | Rep. Ceca (bandiera) | D     | Petr Pavlík       |
| 20 | Rep. Ceca (bandiera) | C     | Petr Tomašák      |
| 21 | Rep. Ceca (bandiera) | C     | Ondrej Ficek      |
| 22 | Rep. Ceca (bandiera) | D     | Daniel Tchuř      |
| 23 | Rep. Ceca (bandiera) | D     | Aleš Neuwirth     |
| 24 | Rep. Ceca (bandiera) | C     | František Metelka |
| 26 | Rep. Ceca (bandiera) | D     | Pavel Ricka       |
| 27 | Rep. Ceca (bandiera) | C     | Mario Lička       |
| 30 | Rep. Ceca (bandiera) | P     | Petr Vašek        |
| -  | Rep. Ceca (bandiera) | C     | Lukáš Vácha       |
| -  | Rep. Ceca (bandiera) | A     | David Střihavka   |